# Brazil (film 1985)
Brazil è un film del 1985 diretto da Terry Gilliam.
Il film è ambientato in un mondo distopico dove la burocrazia ha preso il sopravvento in ogni attività dell'uomo e, combinata al cinismo spietato dei potenti, uccide chi tenta di ribellarsi e i pochi che ancora riescono a sognare.
È il secondo film della cosiddetta "trilogia dell'immaginazione", completata da I banditi del tempo (1981) e Le avventure del barone di Munchausen (1988).

## Trama
«Da qualche parte nel Ventesimo secolo» il mondo è governato da meschinità e burocrazia. Il protagonista è Sam Lowry, un umile impiegato del Ministero dell'Informazione che ha frequenti sogni a occhi aperti, dove vede se stesso indossare un'armatura alata e salvare una misteriosa fanciulla.
Un giorno a Sam viene dato l'incarico di correggere un errore di stampa, in un mandato di arresto, causato da un insetto incastrato in una stampante. Purtroppo l'errore ha già causato l'arresto, il processo e la morte accidentale, durante le torture, dell'interrogatorio di un certo Archibald Buttle, catturato al posto del reale ricercato, il terrorista Archibald "Harry" Tuttle. Quando Sam va a visitare la vedova del signor Buttle per consegnarle il rimborso delle spese sostenute per l'interrogatorio del marito, vede una ragazza  di nome Jill Layton, una vicina della vedova, identica alla fanciulla del sogno.
Ritornato in ufficio, Sam cerca informazioni sulla donna e scopre che, agli occhi del governo, dopo che Jill ha cercato di aiutare la signora Buttle dando la colpa ai burocrati per l'ingiustizia subita dalla famiglia Buttle, Jill è etichettata come alleata del terrorista. Intanto Sam viene a contatto con Tuttle. Il presunto terrorista, è in realtà un tecnico clandestino dell'aria condizionata che, allergico alla norme burocratiche, opera fuori dai ranghi dei suoi colleghi e accorre in casa di Sam per riparagli un brutto guasto al condizionatore. In seguito Tuttle aiuta Sam a ripararsi dalle angherie dei due tecnici del Central Service che, una volta arrivati sul posto per riparare il guasto, e avendolo trovato già risolto, devastano l'abitazione con il pretesto di attuare la "procedura di emergenza".
Sam, pur di rintracciare la ragazza che ama, accetta finalmente una delle varie promozioni propostegli grazie all'intercessione di sua madre Ida, una donna ricca e influente intenta a cercare di ringiovanire attraverso estremi interventi facciali cosmetici eseguiti dal dottor Jaffe. Sam passa così a lavorare per il "Reparto recupero informazioni". Qui riesce, in seguito a rocambolesche vicissitudini, a mettersi sulle tracce di Jill sino a incrociare la ragazza e dimostrarle il suo amore. Per permettere alla ragazza di sottrarsi alle incessanti ricerche, Sam si intrufola nell'ufficio del vice ministro Eugene Helpmann, da dove accede al database principale e scrive nel dossier di Jill che la ragazza è morta, rendendola così libera.
I due amanti, finalmente liberi, hanno così un appuntamento romantico. Il mattino dopo gli agenti delle forze dell'ordine irrompono nell'appartamento e arrestano Sam. In cella Sam viene visitato da Helpmann, da cui apprende che Jill è stata uccisa poiché ha resistito all'arresto. Sam viene poi legato a una sedia, collocata sul pavimento della ciminiera di una centrale nucleare, per essere torturato da Jack Lint, un suo vecchio amico. Prima che ciò avvenga Tuttle irrompe dalla sommità della ciminiera con altri ribelli che uccidono Jack, salvano Sam e fuggono, uccidendo diversi soldati e facendo esplodere il Ministero dei burocrati.
Durante la fuga, Tuttle scompare sommerso dai fogli di carta del palazzo e Sam si reca dalla madre che è al funerale di Alma Terrain, una sua amica, morta a causa del ricorso a esasperati interventi estetici. Sam scopre che la madre, circondata da ammiratori, ha l'aspetto di Jill. Poco dopo irrompono di nuovo in scena gli agenti e Sam cade nella bara della defunta, precipitando in uno psichedelico mondo dei sogni, dove continua a scappare finché si ritrova a fuggire su un rimorchio guidato dall'amata Jill. I due fuggono dalla metropoli e dall'oppressione del governo totalitario che controlla ogni cosa. Si rifugiano nella natura e si sistemano in una piccola casetta di campagna.
Ma il lieto fine si è svolto tutto nella mente di Sam. Ancora legato alla sedia, egli appare in stato catatonico e sorride canticchiando Aquarela do Brasil mentre Helpmann e Jack, commentando il suo caso, lo considerano perso ed escono dalla sala.

## Produzione
Originariamente Gilliam voleva intitolare il film 1984 ½ omaggiando sia George Orwell sia Federico Fellini. Altri titoli presi in considerazione dal regista furono The Ministry of Torture, How I Learned to Live with the System - So Far (evidente riferimento a Il dottor Stranamore - Ovvero: come ho imparato a non preoccuparmi e ad amare la bomba del 1964 di Stanley Kubrick) e So That's Why the Bourgeoisie Sucks.
Il titolo finale viene dal brano Aquarela do Brasil (1939) di Ary Barroso, ricorrente nel film a livello diegetico (è trasmesso da un'emittente radio, fischiettato e canticchiato più volte dai personaggi), e base da cui il compositore Michael Kamen ha ricavato, con ingegnose variazioni, quasi tutti i brani della colonna sonora. Il pezzo fu scelto da Gilliam per la tragicomica dissonanza che si crea tra il suo tono dolce e nostalgico e le atmosfere cupe e stranianti del film; l'idea la partorì un giorno trovandosi in una spiaggia di Port Talbot, Galles, come lo stesso Gilliam ha dichiarato:
A detta di Gilliam, Brazil è ispirato visivamente dal cinema espressionista tedesco, in particolare da opere come Il gabinetto del dottor Caligari e Metropolis.
Alcune scene sono state girate negli Espaces d'Abraxas, un complesso residenziale progettato dall'architetto spagnolo Ricardo Bofill e costruito nella periferia di Parigi.

### Cast
Robert De Niro voleva originariamente interpretare la parte di Jack Lint, ruolo però già promesso a Michael Palin dal regista, e perciò dovette accontentarsi di interpretare Archibald Tuttle.

## Accoglienza
Lo scrittore di fantascienza Harlan Ellison definì Brazil «il miglior film di fantascienza mai realizzato».

### Critica
Nel 1999 il British Film Institute ha inserito Brazil al 54º posto della lista dei migliori cento film britannici del XX secolo.
Nel 2008 Brazil viene inserito all'83º posto nella classifica dei cinquecento più grandi film di tutti i tempi pubblicata dalla rivista Empire.

## Riconoscimenti
- British Academy of Film and Television Arts 1985: migliore scenografia (Norman Garwood), migliori effetti speciali (La casa dei 1000 corpi e Richard Conway)
- Boston Society of Film Critics 1985: miglior attor non protagonista (Ian Holm)
- Los Angeles Film Critics Association Award 1985: miglior regista, miglior film, miglior sceneggiatura

Il regista Terry Gilliam fu candidato agli Oscar alla miglior sceneggiatura e un'altra candidatura fu assegnata a Norman Garwood e Maggie Gray per la miglior scenografia.